# Frank Wallace
Frank Wallace (San Luis, Misuri, 9 de abril de 1925 - ibidem, 13 de noviembre de 1979) nacido como Frank Valicenti, fue un futbolista estadounidense. Jugó en la posición de delantero.
Fue un militar durante la Segunda Guerra Mundial, incluso, fue capturado por los alemanes y permaneció por dieciséis meses en un campo de prisionero de guerra.
Hasta el día de hoy, figura como miembro de la National Soccer Hall of Fame desde 1976.

## Selección nacional
Jugó 7 partidos con la selección estadounidense y marcó 3 goles. Disputó la Copa Mundial de Fútbol de 1950 realizada en Brasil, jugó tres encuentros, incluyendo el histórico triunfo frente a Inglaterra por 1–0. Wallace anotó un gol en la derrota por 5-2 ante la selección de Chile, partido válido por la tercera fecha del mundial de dicho año.

### Participaciones en Copas del Mundo
| Mundial                        | Sede   | Resultado    | Partidos | Goles |
| ------------------------------ | ------ | ------------ | -------- | ----- |
| Copa Mundial de Fútbol de 1950 | Brasil | Primera fase | 3        | 1     |

## Clubes
| Club                    | País           | Año         |
| ----------------------- | -------------- | ----------- |
| St. Louis Wildcats      | Estados Unidos | Desconocido |
| Raftery                 | Estados Unidos | 1945 - 1946 |
| Steamfitters            | Estados Unidos | Desconocido |
| St. Louis Simpkins-Ford | Estados Unidos | Desconocido |